# Этим летом
«Этим летом» (англ. Summer '03) — американская комедийная драма 2018 года, снятая Беккой Глисон. Звезды фильма Джои Кинг, Джек Килмер, Андреа Сэвидж, Эрин Дарк, Келли Ламор Уилсон, Стивен Раффин, Пол Шир и Джун Сквибб. Фильм был выпущен 28 сентября 2018 года компанией Blue Fox Entertainment.

## Сюжет
Жизнь старшеклассницы Джейми переворачивается после того, как ее бабушка на смертном одре раскрывает шокирующие семейные тайны и дает Джейми один практичный совет о расширении сексуального опыта. Комедию взросления с необычной завязкой «Этим летом» сняла по собственному сценарию дебютантка Бекка Глисон. Главную роль исполнила Джои Кинг («Рамона и Бизус»). Летние каникулы обычной старшеклассницы Джейми омрачает семейная трагедия — умирает ее бабушка Дотти. На смертном одре Дотти решает рассказать своим родственником всё, что ей годами приходилось держать при себе. Старушка раскрывает шокирующую правду о происхождении своего сына, о давней нелюбви к упрямой невестке-еврейке и о тайном крещении самой Джейми. Кроме того, напоследок она дает 16-летней внучке очень неожиданный совет о том, что нужно делать с мужчинами в постели. Откровения бабушки производят сильное впечатление на Джейми. К неудовольствию своей матери, она начинает ходить в церковь, но больше всего ее привлекает здесь один приятный молодой семинарист. Это лето Джейми запомнит надолго.

## В ролях
- Джои Кинг — Джейми Уинкл
- Джек Килмер — Люк
- Андреа Сэвидж — Ширан Уинкл
- Эрин Дарк — Хоуп
- Пол Шир — Нед Уинкл
- Джун Скуиб — Дотти Уинкл, бабушка Джейми
- Логан Медина — Дилан
- Келли Ламор Уилсон — Эмили